# Atherix adamastor
Atherix adamastor är en tvåvingeart som först beskrevs av Elisabeth K. Stuckenberg 1960.  Atherix adamastor ingår i släktet Atherix och familjen bäckflugor. Inga underarter finns listade i Catalogue of Life.